# Idaea ruficostaria
Idaea ruficostaria är en fjärilsart som beskrevs av Gustav Heinrich Heydenreich 1851. Idaea ruficostaria ingår i släktet Idaea och familjen mätare. Inga underarter finns listade i Catalogue of Life.